# Jack (Tekken)
Jack (ジャック?, Jakku) è un personaggio immaginario della celebre serie di videogiochi picchiaduro Tekken, prodotta dalla Namco, e comparso, anche se in versioni differenti, in quasi tutti i capitoli principali della serie.

## Scheda del personaggio

### Introduzione ai vari modelli di Jack
Jack non appare solo nel primo Tekken, ma è presente in tutti i vari capitoli del gioco. Il robot si presenta nei vari “Tornei del Pugno di Ferro” in diverse versioni, e risulta man mano che si va avanti con la storia sempre più modificato e migliorato. In Tekken 2 compare sotto il nome di Jack-2, mentre in Tekken 3 appare un diverso modello di Jack, ovvero Gun-Jack.
In Tekken 4, Jack non è presente (sostituito da Combot, robot al servizio di Lee Chaolan), per poi tornare in Tekken 5 in una nuova versione, Jack-5. Inoltre, sempre in Tekken 5, appare un plotone di Jack-4 nel filmato di apertura del gioco e nei prologhi di Kazuya Mishima ed Heihachi Mishima: tale modello di Jack, secondo la storia del videogame, non soddisfaceva gli obbiettivi proposti dalla sua scienziata Jane ed il robot fu aggiornato sino a diventare Jack-5. In Tekken 6, Jack appare in un modello più avanzato di quelli visti precedentemente e si chiama Jack-6. Secondo la descrizione del personaggio fornita da Namco, egli possiederebbe una forza dieci volte maggiore al predecessore.
In Tekken 7 compare invece Jack-7, il quale ha un aspetto leggermente diverso rispetto a gli altri Jack con la cresta bionda, difatti la sua è rossa e nel suo corpo vi sono diverse linee che riflettono l'energia dei suoi circuiti vitali.
Esiste anche un altro Jack, Prototype Jack, che non è altro che il prototipo del primo modello. Quest'ultimo è presente nei primi due capitoli della saga, in Tekken Tag Tournament (insieme a Jack-2 ed a Gun-Jack) e in Tekken Tag Tournament 2 (insieme a Jack-6).
Esiste inoltre un altro modello chiamato Dragon Fighting Jack che doveva essere il boss finale nel primo Tekken, rimosso in seguito per l'eccessiva difficoltà nel batterlo.
In Giappone, nel primo torneo arcade di Tekken svoltosi nel 1994 lo scontro finale si disputò fra Jack e Marshall Law (con vittoria di quest'ultimo): i creatori di Tekken pensarono di creare una macchina da combattimento definitiva che non si sarebbe fatta sconfiggere tanto facilmente. Tuttavia durante i test risultava impossibile per i collaudatori sconfiggere Dragon Fighting Jack (abbreviato in Dragon Claw): il suo stile di combattimento consisteva nella velocità di Law e la potenza di Jack, e per personaggi lenti come Yoshimitsu e Kunimitsu era impossibile persino attaccarlo. Il suo stage avrebbe dovuto essere quello ambientato a Venezia. Nonostante ciò nella copertina della versione per console di Tekken, Dragon Fighting Jack appare al di sotto di Law e King, lasciando a pensare che avrebbe dovuto essere presente nella versione casalinga.
Nel crossover Street Fighter X Tekken della Capcom, viene introdotto in coppia con Bryan Fury come personaggio DLC per le versioni PS3, Xbox 360, PC e PS Vita. In questo caso si presenta addirittura come una versione migliorata di Jack-6, ovvero Jack-X. Alla ricerca di un partner con cui andare alla ricerca del misterioso manufatto Pandora, Bryan trova questo robot in un laboratorio e capisce che dispone di un armamento e varie specifiche superiori al Jack-6, pur essendo esteticamente identico. Decide quindi di attivarlo come suo partner. In uno dei filmati trailer sui nuovi personaggi viene mostrato capace di trasformarsi alle dimensioni di una pesante valigia che Bryan ritira all'aeroporto.

## Biografia

### Tekken
Jack fu creato per scopi militari dal Dr. Boskonovitch. Inizialmente era solo un prototipo, ma in seguito venne modificato dallo stesso Boskonovitch rendendolo molto più potente. L'unico scopo per cui Jack era stato costruito era quello di ottenere un'arma speciale d'assalto dell'ex Unione Sovietica. Venne iscritto al primo "King of Iron Fist Tournament" per testare la sua potenza, ma in seguito sfuggì agli ordini degli scienziati che l'avevano costruito e gli fu mandato contro Prototype Jack per fermarlo. Jack però riuscì a sconfiggere il suo rivale.
Nel suo epilogo riesce a vincere il torneo e a causa della sua dimostrata efficienza il suo database viene replicato in altri Jack per formare una nuova e potente forza militare, tuttavia nel vero finale, Jack è sfuggito dal controllo dei suoi costruttori e non ha portato a termine la sua missione.

### Tekken 2
Dopo il primo torneo di Tekken, Jack venne migliorato e rinominato Jack-2. Durante un'esercitazione di armi chimiche questo robot mise in salvo una bambina di nome Jane, con la quale scappò e strinse un'amicizia. Jack-2 sviluppò un'intelligenza e scoprì che la piccola era affetta da una gravissima malattia; allora decise di partecipare al Tekken 2 con l'intento di trovare il Dr. Boskonovitch, l'unico in grado di salvarla, che in quel periodo si trovava alla Mishima Zaibatsu perché era stato rapito da Kazuya Mishima, il quale lo costringeva a lavorare per lui. Alla fine del torneo venne distrutto da un raggio laser sparato dal Dr. Abel, ma riuscì fortunatamente a salvare Jane.

### Tekken 3
Quando Jane aveva 8 anni fu salvata da un robot russo chiamato Jack-2. Ma poi il cyborg venne distrutto da un raggio laser sparato dal Dr. Abel. Jane, ormai diventata adulta, non ha mai dimenticato l'incubo di Jack-2. Lavorò duramente per anni affinché ripristinasse Jack-2, ma non riuscì a ridargli quelle facoltà umane che lo distinguevano da un semplice androide. Dopo un'analisi dettagliata di Jack-2, scoprì che la maggior parte della sua programmazione era stata creata dalla "Mishima Heavy Industry", una delle filiali dell'impero finanziario dei Mishima, e che Jack-2 possedeva al suo interno un programma nascosto, chiamato “Progetto Gun-Jack”: si trattava di armi poste all'interno del corpo del Cyborg. Per capire meglio di cosa si trattava e per ristabilire completamente Jack-2, Jane si avvicinò all'impero finanziario della Mishima Zaibatsu. Così, dopo aver portato alla Mishima quello che da quest'ultima non veniva considerato nient'altro che un'arma d'assalto, poté installare il programma segreto e dare vita a Gun-Jack. Gun-Jack partecipò al Tekken 3 per essere testato. Alla fine del torneo, il Dr. Abel lanciò un altro raggio laser dalla sua nave spaziale per tentare di distruggerlo nuovamente, ma questa volta l'androide riuscì a salvare sé stesso e Jane, che era con lui, formando una barriera protettiva.

### Tekken 4
Durante questo capitolo della saga, Jack non è disponibile, tuttavia è disponibile Combot, un altro robot al servizio di Lee Chaolan.

### Tekken 5
Alla fine del Tekken 3, Jane e Gun-Jack tentarono di infiltrarsi nella Mishima Heavy Industry, dove furono sorpresi dalle guardie della Tekken Force e vennero bersagliati a colpi di mitragliatrice. Gun-Jack protesse la ragazza con il suo scudo, dopodiché smise di muoversi. Il giorno seguente, Jane venne trovata e salvata da una nave di trasporto della G-corporation. Da quella volta Jane appartenne alla funzione di ricerca tecnica dei robot della G-corporation, per la quale cominciò un progetto per un nuovo robot, che portò a termine con il nome di Jack-4. In seguito la ragazza, insoddisfatta del risultato ottenuto, iniziò lo sviluppo di Jack-5 sulla base dei dati del precedente Jack-4. Fu così che il nuovo androide Jack-5, non più proprietà della Mishima Zaibatsu ma della rivale G-Corporation, venne iscritto al “Quinto Torneo del Pugno di Ferro” per testarne le abilità.
Sub-boss di Jack-5 è Heihachi Mishima. Jack-5 è sub-boss di stage 4 di Heihachi Mishima.
All'inizio del filmato dell'epilogo si vede una scritta che dice: "Jack-5 vince il torneo mentre Jane recupera con successo i ricordi ed i dati di Jack-5 dalla Mishima Heavy Industry". In seguito si vede il robot che esce fuori dalla capsula in cui è contenuto e comincia a distruggere il laboratorio intorno a lui, sotto lo sguardo atterrito di Jane. Quando sta per colpire mortalmente la ragazza, gli vengono in mente tutti i momenti passati insieme a lei, così si ferma e prende in braccio la giovane, la quale è felice di essere finalmente riuscita nel suo intento. Nel vero finale Jack-5 non ha mai vinto il torneo, tuttavia Jane è riuscita a fargli recuperare i suoi ricordi.

### Tekken 6
Dopo molti anni Jane riuscì a far recuperare la memoria a Jack. Nel frattempo la Mishima Zaibatsu decise di creare un proprio modello di cyborg, il futuro “NANCY-MI847J”, dotato di una potenza combattiva dieci volte superiore a quella di Jack-5. Kazuya Mishima, il nuovo leader della G-Corporation, rispose alla "sfida" della Mishima Zaibatsu ordinando di far costruire un nuovo modello di Jack, più efficiente del precedente. Quindi venne creato Jack-6, il quale venne iscritto al “King of Iron Fist Tournament 6” con lo scopo distruggere la Mishima Zaibatsu.
Nel suo epilogo Jane sta cercando Jack-6 in una stanza. Ad un certo punto lo trova dietro delle casse di legno con un aspetto differente dal solito: ha agganciato vari pezzi meccanici sul suo corpo, lasciando libera solo la testa. Jane rimane molto perplessa al vederlo in quelle condizioni, ma il cyborg sembra non capirne il motivo.

### Tekken 7
Dopo essere stato nuovamente migliorato e potenziato sotto il nuovo nome di Jack-7, viene inviato per essere messo alla prova dalla G-Corporation.

### Street Fighter X Tekken
Nel crossover Street Fighter X Tekken della Capcom, viene introdotto in coppia con Bryan Fury come personaggio DLC per le versioni PS3, Xbox 360 e PC e per PSVita. In questo caso si presenta addirittura come una versione migliorata di Jack-6, ovvero Jack-X. Alla ricerca di un partner con cui andare alla ricerca del misterioso manufatto Pandora, Bryan trova questo robot in un laboratorio e capisce che dispone di un armamento e varie specifiche superiori al Jack-6, pur essendo esteticamente identico. Decide quindi di attivarlo come suo partner. In uno dei filmati trailer sui nuovi personaggi viene mostrato capace di trasformarsi alle dimensioni di una pesante valigia che Bryan ritira all'aeroporto.